# Hlincea
Hlincea – wieś w Rumunii, w okręgu Jassy, w gminie Ciurea. W 2011 roku liczyła 443 mieszkańców.